# Nyamtukuza
Nyamtukuza è una circoscrizione rurale (rural ward) della Tanzania situata nel distretto di Kakonko, regione di Kigoma. Conta una popolazione di 15 102 abitanti (censimento 2012).